# Чемпионат мира по фехтованию 1937
Чемпионат мира по фехтованию 1937 года прошёл в Париже (Франция). Это был первый официальный чемпионат мира.

## Общий медальный зачёт
| Место | Страна              | Золото | Серебро | Бронза | Всего |
| ----- | ------------------- | ------ | ------- | ------ | ----- |
| 1     | Королевство Венгрия | 3      | 2       | 1      | 6     |
| 2     | Королевство Италия  | 3      | 1       | 0      | 4     |
| 3     | Франция             | 1      | 4       | 1      | 6     |
| 4     | Нацистская Германия | 1      | 1       | 1      | 3     |
| 5     | Австрия             | 0      | 0       | 2      | 2     |
| 6     | Бельгия             | 0      | 0       | 1      | 1     |
| 6     | Дания               | 0      | 0       | 1      | 1     |
| 6     | Швеция              | 0      | 0       | 1      | 1     |

## Медалисты

### Мужчины
| Дисциплина                  | Золото | Серебро | Бронза |
| --------------------------- | --- | --- | --- |
| Шпага Личное первенство     | Бернар Шмец | Жак Кутро | Раймон Стасс                                                                                                |
| Шпага Командное первенство  | Италия · Карло Агостони · Роберто Батталья · Дарио Манджаротти · Эдоардо Манджаротти · Саверио Раньо · Марио Висконти | Франция · Эдуар Артига · Жак Кутро · Анри Дюльё · Мишель Пешё · Бернар Шмец · Альберт Вольфф                    | Швеция · Ханс Дракенберг · Густаф Дюрссен · Франк Сервелль · Ханс Гранфельт · Бенгт Юнгквист · Свен Тофельт |
| Рапира Личное первенство    | Густаво Марци | Эдвар Гардер | Рене Лемуэн                                                                                                 |
| Рапира Командное первенство | Италия · Джорджо Боккино · Манлио Ди Роза · Джулио Гаудини · Ренцо Ностини · Густаво Марци · Джулиано Ностини         | Франция · Рене Буньоль · Андре Гардер · Эдвар Гардер · Филипп Катьо · Рене Лемуэн                               | Австрия · Эрнст Байлон · Курт Эттингер · Роман Фишер · Йозеф Лозерт · Ханс Лион · Хуго Вечерек              |
| Сабля Личное первенство     | Пал Ковач | Тибор Берцей | Ласло Райчаньи                                                                                              |
| Сабля Командное первенство  | Венгрия · Тибор Берцей · Аладар Геревич · Пал Ковач · Лайош Маслаи · Ласло Райчаньи · Имре Райци                      | Италия · Альдо Машотта · Густаво Марци · Альдо Монтано · Винченцо Пинтон · Джузеппе Перенно · Артуро Ди Лоренцо | Нацистская Германия · Эрвин Касмир · Юлиус Айзенекер · Ханс Эссер · Август Хайм · Хайнрих Мос · Рихард Валь |

### Женщины
| Дисциплина                  | Золото                                                                                              | Серебро                                                                              | Бронза                                                                                      |
| --------------------------- | --------------------------------------------------------------------------------------------------- | ------------------------------------------------------------------------------------ | ------------------------------------------------------------------------------------------- |
| Рапира Личное первенство    | Хелена Майер                                                                                        | Илона Элек                                                                           | Эллен Мюллер-Прайс                                                                          |
| Рапира Командное первенство | Венгрия · Эрна Богати · Илона Элек · Маргит Элек · Каталин Хорват · Илона Варга · Дьёрдьне Розгоньи | Нацистская Германия · Хедвиг Хас · Хелена Майер · Ольга Элькерс · Ротрауд фон Вахтер | Дания · Улла Бардинг · Карен Лахман · Кате Махаут · Грете Ольсен · Айа Педерсен · Митси Вит |